# Gauliga Gouvernement Général
Pour un article plus général, voir Gauliga.
La Gauliga Gouvernement Général (en allemand : Gauliga Generalgouvernement) fut une ligue de football (de Division 1) imposée par le NSRL en 1941.
Après la victoire de l'Allemagne nazie sur la Pologne, certaines parties du territoire de celle-ci furent rattachées à différentes Gaue comme la Gau Prusse Orientale, la Gau Dantzig-Prusse Occidentale ou la Gau Silésie. Le reste de la Pologne ne devint pas une « Gau » proprement dite et fut administrée par le « Gouvernement Général ».

## Généralités
La Gauliga Generalgouvernement fut instaurée en 1941, mais ne fonctionna pas comme les autres ligues de cette période. Elle fut organisée sous forme de quatre districts :
- Cracovie
- Lublin
- Radom
- Varsovie

Les clubs polonais ne purent pas prendre part à ces compétitions où seules les équipes de la minorité ethnique allemande furent alignées. La population allemande ne représentait que 2 % de l'ensemble de la Pologne.
Lors de la 1e saison en 1941-1942, les quatre champions de district jouèrent des demi-finales suivies des deux matches de classement. Le champion participa à la phase finale du championnat national. On sait peu de chose sur la saison suivante, mais comme la 3e en 1943-1944 se déroula comme la première, on suppose que la 2e eu un principe de déroulement semblable.
À la suite de l'évolution de la guerre, la saison 1944-1945 de cette Gauliga Gouvernement Général ne démarra jamais.

## Après la reddition de l'Allemagne nazie
Après la fin du conflit, le territoire de cette ligue tomba sous contrôle soviétique. La Pologne retrouva sa souveraineté. La population allemande fut expulsée. Tous les clubs d'origine ethnique allemande furent dissous.

## Champions et Vice-champions de la Gauliga Gouvernement Général
| Saisons | Champions                      | vice-champions         |
| 1941-42 | Luftwaffen-SV Boelcke Cracovie | Luftwaffen-SV Varsovie |
| 1942-43 | Luftwaffen-SV Adler Dęblin     | ????                   |
| 1943-44 | Luftwaffen-SV Mölders Cracovie | DTSG Tschenstochau     |

Autres clubs:
- Luftwaffen SV Lublin (1943/44)
- Luftwaffen SV Radom (1941/42)
- Rembertów Varsovie (1943/44)
- SS und Polizei Lublin (1941/42)

- En 1943, la SG Warschau prit part à la phase finale du championnat national à la place de Luftwaffen-SV Adler Deblin.

## Sources et liens externes
- The Gauligas Das Deutsche Fussball Archiv
- Championnats allemands 1902-1945 at RSSSF.com
- Where's My Country? Article en anglais sur les mouvements transfrontaliers des clubs de football, at RSSSF.com